# Earth (반젤리스의 음반)
| 전문가 평가 | 전문가 평가 |
| 평가 점수   | 평가 점수   |
| 출처        | 점수        |
| ----------- | ----------- |
| Allmusic    | [ 1 ]       |

《Earth》(《"earth"》로 양식화됨)는 1973년에 발매된 그리스의 전자 음악 작곡가 반젤리스의 첫 번째 공식 솔로 음반이다. 이 시기의 《Heaven and Hell》 (1975년) 및 반젤리스의 일부 사운드트랙과 달리, 《Earth》는 1980년대에 콤팩트 디스크로 발매되지 않다가 1996년에야 CD 버전이 발매되었고, 그리스에서만 발매되었다.

## 배경
이 음반은 1974년 2월, 파리 올랭피아 극장에서 열린 콘서트를 통해 홍보되었다.
1974년, 《Earth》의 녹음 세션에서 남은 두 트랙이 A-사이드에서 피투시와 다신이 작곡하고 전자의 보컬이 피처링한 WWA 레이블 〈Who〉와 B-사이드에서 반젤리스가 직접 작곡한 기악곡 〈Sad Face〉에 싱글로 발표되었다.

## 곡 목록
모든 곡들은 반젤리스에 의해 작곡하였다.
| #  | 제목                     | 재생 시간 |
| -- | ------------------------ | --------- |
| 1. | 〈Come On〉              | 2:09      |
| 2. | 〈We Were All Uprooted〉 | 6:51      |
| 3. | 〈Sunny Earth〉          | 6:41      |
| 4. | 〈He-O〉                 | 4:21      |

| #   | 제목                    | 재생 시간 |
| --- | ----------------------- | --------- |
| 5.  | 〈Ritual〉              | 2:45      |
| 6.  | 〈Let It Happen〉       | 4:19      |
| 7.  | 〈The City〉            | 1:16      |
| 8.  | 〈My Face in the Rain〉 | 4:23      |
| 9.  | 〈Watch Out〉           | 3:02      |
| 10. | 〈A Song〉              | 3:28      |